# Saint-Rémy-de-Chargnat
Pour les articles homonymes, voir Saint-Rémy.
Saint-Rémy-de-Chargnat est une commune française, située dans le département du Puy-de-Dôme en région Auvergne-Rhône-Alpes.

## Géographie

### Lieux-dits et écarts
| Parentignat             | Varennes-sur-Usson     | Usson             |
| Les Pradeaux            | Saint-Rémy-de-Chargnat | Saint-Jean-en-Val |
| Saint-Martin-des-Plains |                        | Bansat            |

### Climat
Pour des articles plus généraux, voir Climat d'Auvergne-Rhône-Alpes et Climat du Puy-de-Dôme.
En 2010, le climat de la commune est de type climat océanique dégradé des plaines du Centre et du Nord, selon une étude du Centre national de la recherche scientifique s'appuyant sur une série de données couvrant la période 1971-2000. En 2020, Météo-France publie une typologie des climats de la France métropolitaine dans laquelle la commune est exposée à un climat de montagne ou de marges de montagne et est dans la région climatique  Nord-est du Massif Central, caractérisée par une pluviométrie annuelle de 800 à 1 200 mm, bien répartie dans l’année. 
Pour la période 1971-2000, la température annuelle moyenne est de 11,4 °C, avec une amplitude thermique annuelle de 16,4 °C. Le cumul annuel moyen de précipitations est de 597 mm, avec 7,5 jours de précipitations en janvier et 6,3 jours en juillet. Pour la période 1991-2020, la température moyenne annuelle observée sur la station météorologique de Météo-France la plus proche, « Issoire », sur la commune d'Issoire à 7 km à vol d'oiseau, est de 12,0 °C et le cumul annuel moyen de précipitations est de 610,7 mm,. Pour l'avenir, les paramètres climatiques de la commune estimés pour 2050 selon différents scénarios d'émission de gaz à effet de serre sont consultables sur un site dédié publié par Météo-France en novembre 2022.

## Urbanisme

### Typologie
Au 1er janvier 2024, Saint-Rémy-de-Chargnat est catégorisée commune rurale à habitat dispersé, selon la nouvelle grille communale de densité à sept niveaux définie par l'Insee en 2022.
Elle est située hors unité urbaine. Par ailleurs la commune fait partie de l'aire d'attraction d'Issoire, dont elle est une commune de la couronne,. Cette aire, qui regroupe 53 communes, est catégorisée dans les aires de moins de 50 000 habitants,.

### Occupation des sols
L'occupation des sols de la commune, telle qu'elle ressort de la base de données européenne d’occupation biophysique des sols Corine Land Cover (CLC), est marquée par l'importance des territoires agricoles (81,5 % en 2018), en diminution par rapport à 1990 (84,1 %). La répartition détaillée en 2018 est la suivante : 
terres arables (60,8 %), prairies (17,9 %), forêts (11,9 %), zones urbanisées (6,6 %), zones agricoles hétérogènes (2,8 %). L'évolution de l’occupation des sols de la commune et de ses infrastructures peut être observée sur les différentes représentations cartographiques du territoire : la carte de Cassini (XVIIIe siècle), la carte d'état-major (1820-1866) et les cartes ou photos aériennes de l'IGN pour la période actuelle (1950 à aujourd'hui).

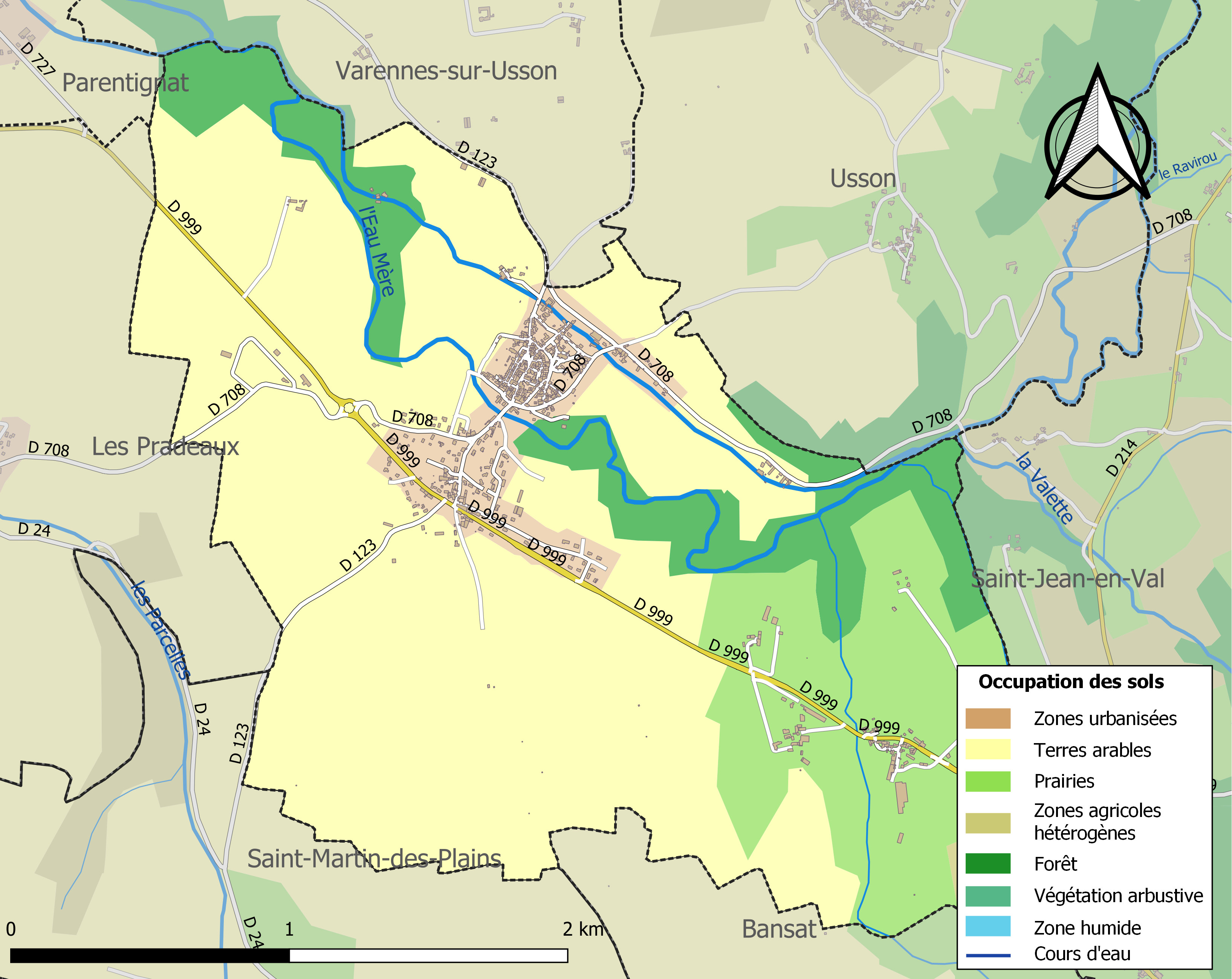
Carte des infrastructures et de l'occupation des sols de la commune en 2018 (CLC).

## Histoire
Au cours de la période révolutionnaire de la Convention nationale (1792-1795), la commune a porté le nom de Chargnat.

## Politique et administration
| Période                                  | Période                  | Identité                    | Étiquette | Qualité                                               |
| ---------------------------------------- | ------------------------ | --------------------------- | --------- | ----------------------------------------------------- |
| Les données manquantes sont à compléter. |                          |                             |           |                                                       |
| avant 7 janvier 1793                     | après 11 fructidor an 3  | Antoine Bérard              |           | "Membre du Conseil général de la Commune de Chargnat" |
| avant Vendémiaire an 11                  | après 7 décembre 1819    | Jean-Baptiste Allezard (I)  |           |                                                       |
| après 7 décembre 1819                    | Septembre 1825           | Pierre Boyer                |           |                                                       |
| Octobre 1825                             | Septembre 1832           | Alexandre-Félix Allezard    |           | Médecin, fils du précédent JB Allezard (I)            |
| Octobre 1832                             | 01/01/1845               | Simon Lafond                |           | Décédé en cours de mandat le 01/01/1845               |
| Octobre 1845                             | 1848                     | Jean-Laurent Montandraud    |           |                                                       |
| 1848                                     | août 1884                | Jean-Baptiste Allezard (II) |           | Notaire, petit-fils du précédent JB Allezard (I)      |
| août 1884                                | 1892                     | Pierre Bérard               |           |                                                       |
| 1892                                     | 1896                     | Marie-François Duché        |           |                                                       |
| 1896                                     | Après 1912               | Jean Bourrasset             |           |                                                       |
| mars 2001                                | mars 2008                | Françoise Carpentier        | SE        |                                                       |
| mars 2008                                | mars 2014                | Jean-Louis Passelaigue      | SE        |                                                       |
| mars 2014 (réélu en 2020)                | En cours (au 30/08/2023) | José Fanjul                 | SE        | Agent de maîtrise                                     |

## Population et société

### Démographie
L'évolution du nombre d'habitants est connue à travers les recensements de la population effectués dans la commune depuis 1793. Pour les communes de moins de 10 000 habitants, une enquête de recensement portant sur toute la population est réalisée tous les cinq ans, les populations de référence des années intermédiaires étant quant à elles estimées par interpolation ou extrapolation. Pour la commune, le premier recensement exhaustif entrant dans le cadre du nouveau dispositif a été réalisé en 2006.

En 2022, la commune comptait 628 habitants, en évolution de +10,56 % par rapport à 2016 (Puy-de-Dôme : +2,1 %, France hors Mayotte : +2,11 %).
| 1793 | 1800 | 1806 | 1821 | 1831 | 1836 | 1841 | 1846 | 1851 |
| ---- | ---- | ---- | ---- | ---- | ---- | ---- | ---- | ---- |
| 547  | 588  | 685  | 615  | 755  | 759  | 744  | 763  | 775  |

| 1856 | 1861 | 1866 | 1872 | 1876 | 1881 | 1886 | 1891 | 1896 |
| ---- | ---- | ---- | ---- | ---- | ---- | ---- | ---- | ---- |
| 725  | 723  | 691  | 709  | 710  | 687  | 708  | 668  | 694  |

| 1901 | 1906 | 1911 | 1921 | 1926 | 1931 | 1936 | 1946 | 1954 |
| ---- | ---- | ---- | ---- | ---- | ---- | ---- | ---- | ---- |
| 680  | 614  | 581  | 531  | 509  | 404  | 387  | 406  | 357  |

| 1962 | 1968 | 1975 | 1982 | 1990 | 1999 | 2006 | 2011 | 2016 |
| ---- | ---- | ---- | ---- | ---- | ---- | ---- | ---- | ---- |
| 382  | 395  | 415  | 381  | 389  | 461  | 550  | 547  | 568  |

| 2021 | 2022 | - | - | - | - | - | - | - |
| ---- | ---- | - | - | - | - | - | - | - |
| 612  | 628  | - | - | - | - | - | - | - |

## Culture locale et patrimoine

### Lieux et monuments

#### Patrimoine religieux
- Église paroissiale Saint-Rémy inscrite aux monuments historiques depuis le 21 août 1989[19].

### Personnalités liées à la commune
- Louis Vaudable (1902-1983), né à Saint-Rémy-de-Chargnat, restaurateur et propriétaire du restaurant Maxim's. Louis Vaudable avait confié son témoignage sur son parcours dans une émission de FR3 Auvergne radio "L’Auvergne à Paris" présentée en janvier 1980 par Christian Lassalas (INA, L’Auvergne à Paris)

## Archives
- Registres paroissiaux et d'état civil depuis :
- Délibérations municipales depuis :